# Sainte-Foy (Seine-Maritime)
Sainte-Foy is een gemeente in het Franse departement Seine-Maritime (regio Normandië) en telt 449 inwoners (2004). De plaats maakt deel uit van het arrondissement Dieppe.

## Geografie
De oppervlakte van Sainte-Foy bedraagt 6,8 km², de bevolkingsdichtheid is 66,0 inwoners per km².
De onderstaande kaart toont de ligging van Sainte-Foy (Seine-Maritime) met de belangrijkste infrastructuur en aangrenzende gemeenten.

## Demografie
Onderstaande figuur toont het verloop van het inwonertal (bron: INSEE-tellingen).